# Quint-Fonsegrives
Quint-Fonsegrives (okzitanisch: Quint e Fontsagrivas) ist eine  südfranzösische Gemeinde mit 6059 Einwohnern (Stand: 1. Januar 2022) im  Département Haute-Garonne in der Region Okzitanien. Sie gehört zum Arrondissement Toulouse und zum Kanton Toulouse-10. Die Einwohner heißen Balmanais bzw. Quintfonsegrivois.

## Geografie
Quint-Fonsegrives liegt als banlieue von Toulouse am nördlichen Ufer der Saune, einem Nebenfluss des Hers-Mort. Umgeben wird Quint-Fonsegrives von den Nachbargemeinden Flourens im Norden, Drémil-Lafage im Nordosten und Osten, Aigrefeuille im Südosten, Lauzerville im Süden, Saint-Orens-de-Gameville im Süden und Südwesten, Toulouse im Westen sowie Balma im Nordwesten.
Durch die Gemeinde führt die frühere Route nationale 126.

## Bevölkerungsentwicklung
| 1962                      | 301  |
| 1968                      | 749  |
| 1975                      | 2247 |
| 1982                      | 2711 |
| 1990                      | 3261 |
| 1999                      | 4478 |
| 2006                      | 4519 |
| 2011                      | 4986 |
| Quelle: Cassini und INSEE |      |

## Gemeindepartnerschaften
Mit der portugiesischen Gemeinde Leiria in der Estremadura besteht seit 2010 eine Partnerschaft.

## Sehenswürdigkeiten
- Kirche Saint-Pierre aus dem 13. Jahrhundert
- Herrenhaus Les Tourettes, Monument historique seit 1976

## Persönlichkeiten
- Daniel Congré (* 1985), Fußballspieler